# Поташёв, Александр Анатольевич
Алекса́ндр Анато́льевич Поташёв (12 марта 1962, Витебск, Белорусская ССР, СССР) — советский легкоатлет, чемпион мира в ходьбе на 50 километров. Заслуженный мастер спорта СССР (1991). Выступал за спортивный клуб «Витебск».

## Карьера
На Олимпиаде в Сеуле Александр занял 4-е место. В 1991 он выиграл чемпионат мира на дистанции 50 километров. Поташёв, обнявшись с Андреем Перловым, финишировал с ним одновременно. Но судьи по фотофинишу признали победителем Александра, а Перлову досталась серебряная медаль.
На Кубках мира по ходьбе Александр занимал 7-е и 5-е места в 1987 и 1989 годах соответственно.
На Олимпийских играх 1992 года Поташёв выступал за Объединённую команду. На дистанции в 50 километров за нарушение правил он был дисквалифицирован. Через год на чемпионате мира он выступал за Белоруссию и также был снят с дистанции. Ещё через год, на чемпионате Европы 1994, Александра вновь дисквалифицировали.